# Rain or Shine Elasto Painters
I Rain or Shine Elasto Painters sono una squadra professionistica di pallacanestro delle Filippine, che milita nella Philippine Basketball Association (PBA), di proprietà della Asian Coatings Philippines. Hanno debuttato nella lega nella stagione 2006-07 dopo aver acquisito i diritti di franchigia dei Shell Turbo Chargers nel 2006, squadra che si era sciolta al termine della stagione 2004-05 della PBA.
Dal 1996 al 2006, la franchigia ha giocato nella Philippine Basketball League, lega semi-professionistica attiva dagli anni ottanta agli anni dieci del duemila, con i nomi di Welcoat House Paints, Welcoat Paintmasters e Rain or Shine Elasto Painters, vincendo un totale di sei Conference nella lega.

## Storia

### Philippine Basketball League (1996-2006)
La squadra fece il suo debutto nella Philippine Basketball League nel 1996 con il nome di Welcoat Paint Masters. Il loro primo titolo è arrivato nel 1999 nella PBL Challenge Cup, con una vittoria per 3–0 contro i Red Bull Energy Drink. La Welcoat fu considerata una delle due squadre potenzialmente in grado di entrare nella PBA prima della stagione 2000, ma fu la Red Bull a ottenere il posto. Dopo quel momento, i Paint Masters conquistarono altri cinque titoli nella PBL, schierando alcuni dei migliori giocatori dilettanti e ex membri della Metropolitan Basketball Association disponibili all’epoca, tra cui Don Allado, Renren Ritualo, Yancy de Ocampo, Rommel Adducul, Ronald Tubid, James Yap, Paul Artadi e Jay Washington. Tra il 2000 e il 2002, uno dei più grandi rivali della squadra fu lo Shark Energy Drink, le due squadre si affrontarono in quattro finali consecutive, spartendosi le vittorie.
Nel 2005, la Welcoat cambiò nome in Rain or Shine Elasto Painters, uno dei prodotti della loro compagnia madre, la Welbest. Gli Elasto Painters raggiunsero la finale della PBL Heroes Cup contro il Magnolia. Dopo essere passati in vantaggio nella serie per 2–0, subirono una delle rimonte più clamorose nella storia della lega, con i Wizards che vinsero la serie in cinque partite. Nella PBL Unity Cup del 2006, gli Elasto Painters vennero eliminati in semifinale dai Toyota-Otis Sparks, interrompendo così una striscia di quattro finali consecutive, ma si aggiudicarono il terzo posto nello spareggio contro il Montaña Pawnshop l’8 giugno.

### Ingresso nella PBA
Dopo che la Shell aveva rinunciato a partecipare alla PBA nel 2005, la lega diede a Shell un ultimatum fino all'inizio del 2006, chiedendo loro di annunciare il ritorno nel campionato per la stagione 2006-2007, o di vendere la franchigia a un potenziale acquirente. All’improvviso, la Welcoat entrò nel panorama, esprimendo interesse per l’acquisto della franchigia di Shell. Nel gennaio 2006, alcuni giornali importanti riportarono che la Welcoat stava per concludere l’acquisizione della squadra di Shell. Nel febbraio 2006, la PBA annunciò l’ingresso della Welcoat come decima squadra per la stagione 2006–2007. La Welcoat depositò una somma di 60 milioni di pesos come cauzione per cinque anni, 7 milioni per la tassa di partecipazione e altri 6 milioni per la tassa di trasferimento.
Come incentivo, la PBA permise a Welcoat di selezionare tre giocatori amatoriali dalla loro squadra Rain or Shine PBL. I Paint Masters nominarono Jay-R Reyes, Junjun Cabatu e Jay Sagad, come i tre giocatori principali della loro squadra amatoriale da elevare direttamente tra i professionisti. Ad agosto 2006, la Welcoat annunciò che la nuova franchigia sarebbe stata chiamata Welcoat Dragons nella sua nuova avventura professionistica nella PBA.
Al loro debutto nella PBA, i Dragons persero contro il Barangay Ginebra Kings nella partita di apertura della stagione 2006-07, con il punteggio di 102-69. Jojo Tangkay segnò il primo canestro della squadra nella lega. Denver Lopez fu il miglior marcatore della squadra con 12 punti, mentre il rookie Jay-R Reyes segnò 10 punti. La prima vittoria dei Dragons arrivò il 9 ottobre, quando sconfissero i Coca-Cola Tigers per 85-75. Le due vittorie successive arrivarono contro i San Miguel Beermen e i Talk 'N Text Phone Pals. Nonostante un record iniziale di 3-5, Welcoat perse le successive 10 partite, anche a causa di infortuni a giocatori chiave, e chiuse la sua campagna con un record di 3-15, diventando l’unica squadra eliminata dopo il turno eliminatorio della PBA Philippine Cup 2006–07.
Durante la PBA Fiesta Conference 2007, i Dragons furono nuovamente la prima squadra eliminata nel Fiesta Conference, dopo essere stati battuti dai Purefoods Tender Juicy Giants. Concluderanno la stagione con un record di 7-29, diventando la squadra con il peggior record della stagione. Tuttavia, furono premiati con la prima scelta assoluta nel draft, che vinsero tramite il sorteggio, con cui poi selezionarono Joe Devance, proveniente dall'Università del Texas a El Paso.
Prima dell'inizio della PBA Fiesta Conference 2008, Leo Austria si dimise da allenatore della squadra, citando come motivazione la volontà della dirigenza di intraprendere una nuova direzione. Il precedente assistente allenatore, Caloy Garcia, fu nominato allenatore ad interim il 18 marzo e successivamente divenne il capo allenatore ufficiale della squadra. Anche nella stagione 2008, i Dragons terminarono con un record di 7-29, non riuscendo a qualificarsi per i playoff in nessuno dei due Conference della stagione.

### Rain or Shine Elasto Painters
Nel 2008, il team cambiò nome in Rain or Shine Elasto Painters. Durante il PBA Draft del 2008, selezionarono come prima scelta assoluta Gabe Norwood, proveniente dalla George Mason University, mentre nel secondo turno, la squadra scelse il playmaker Tyrone Tang, proveniente dalla De La Salle University. Un giorno dopo il draft, il team fece una mossa importante, scambiando Joe Devance, la prima scelta assoluta del 2007, e le loro scelte al secondo turno per i draft del 2009 e 2010 con gli Alaska Aces, in cambio della scelta del primo turno del 2009 (5ª posizione), Solomon Mercado, e del veterano Eddie Laure.
I Elasto Painters cominciarono la stagione con una vittoria sorprendente contro Air21 nella loro prima partita della PBA Philippine Cup 2008-2009, con il punteggio di 120-102. La squadra puntava a un posto nelle semifinali, ma con un record di 10-8, si qualificarono ai quarti di finale, dove vennero eliminati dai campioni in carica dei Sta. Lucia Realtors con un 2–0 nella serie al meglio delle 3 partite, con Norwood e Mercado espulsi nel primo incontro. Nonostante l'eliminazione, il record di 10 vittorie segnò il miglior rendimento stagionale della squadra.
Nella PBA Fiesta Conference del 2009, gli Elasto Painters ingaggiarono come import Charles Clark, ma fu presto sostituito da Jai Lewis, ex compagno di squadra di Gabe Norwood. L'infortunio di Solomon Mercado durante i quarti di finale contro il Purefoods non fermò i Elasto Painters, che riuscirono a vincere la serie e raggiungere le semifinali per la prima volta nella loro storia. Tuttavia, furono eliminati dai Barangay Ginebra Kings per 4-2, concludendo la stagione con segnali di crescita.
Nella PBA Philippine Cup del 2011-12, terminarono la fase eliminatoria con un record di 9-5, ma a causa di un coefficiente di rendimento inferiore a quello di Ginebra e Petron, si piazzarono al 5º posto in classifica. Nei quarti di finale, affrontarono i Barangay Ginebra Kings, che riuscirono facilmente a superare con un 2-0 nella serie, avanzando così alla loro terza apparizione nelle semifinali di una Conference. Si trovarono poi di fronte i Powerade Tigers, ma furono eliminati con un 3-4, dopo aver perso per 107-98 la decisiva gara sette.
Durante la PBA Commissioner's Cup del 2012, il Rain or Shine fece storia della lega ingaggiando il centro croato Bruno Šundov, il primo europeo a giocare nella PBA.
Nella PBA Governors' Cup 2012, la squadra ebbe il miglior inizio nella storia della franchigia, con un record di 4-0. Vinsero 107-100, 100–94*, 106–92 e 93–90 rispettivamente contro gli Alaska Aces, i B-Meg Llamados, gli Air21 Express e i Barangay Ginebra Kings, grazie a una tripla vincente di Paul Lee a 2,6 secondi dalla fine. Gli Elasto Painters raggiunsero la loro prima finale  in una Conference della PBA dopo aver battuto i B-Meg Llamados in una partita cruciale, per 92–82, guidati sempre dall’allenatore Yeng Guiao. Tuttavia, dopo quella sconfitta, B-Meg riuscì a vincere una partita da dentro o fuori contro i Barangay Ginebra Kings per ottenere l’ultimo posto disponibile per le finali.

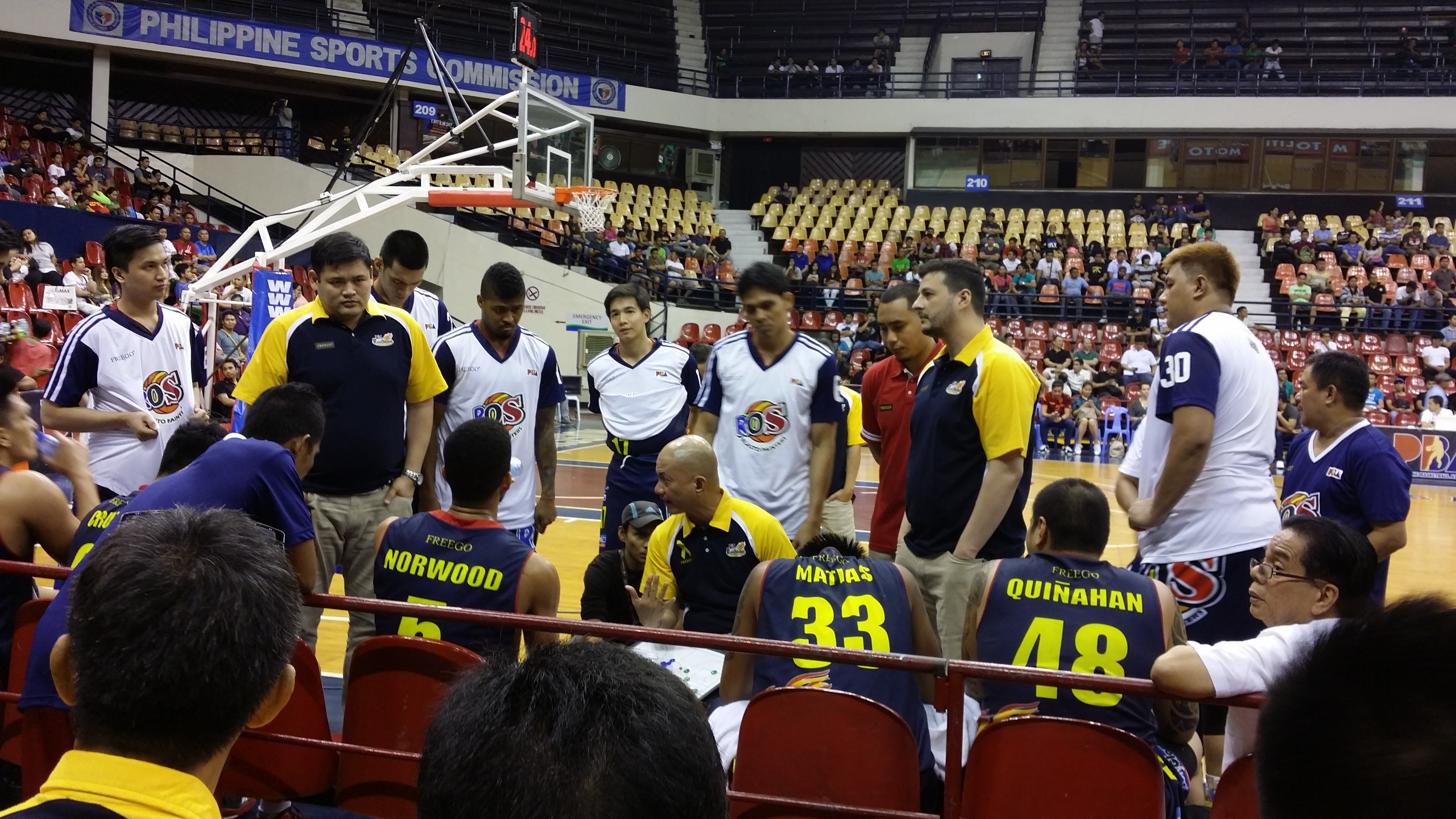
I Rain or Shine durante un timeout nel 2015.

Nella loro partita d’esordio nelle finali della Governors' Cup 2012, gli Elasto Painters vinsero una gara molto fisica contro i B-Meg Llamados per 91-80. La squadra subì una deludente sconfitta in Gara 2, in cui il rookie Paul Lee si infortunò alla spalla sinistra, perdendo 80-85. Anche senza Paul Lee, la squadra reagì vincendo Gara 3 e Gara 4 con i punteggi di 93-84 e 94-89, portandosi avanti nella serie per 3–1. Tuttavia, la squadra perse sia Gara 5 che Gara 6, permettendo a B-Meg di forzare una decisiva Gara 7. Il 5 agosto 2012, la franchigia, nata da appena sei anni, vinse il suo primo titolo nella PBA battendo B-Meg con il punteggio di 83-76 nella decisiva Gara 7.
Nella PBA Philippine Cup 2013-14, gli Elasto Painters terminarono al secondo posto durante la fase eliminatoria, vincendo nei quarti di finale contro i GlobalPort Batang Pier e superando il Petron Blaze Boosters per 4–1 in semifinale, nonostante l'assenza di Guiao per una sospensione. La squadra raggiunge quindi per il secondo anno consecutivo le finali della Conference, dopo che anche nell'edizione 2012-2013 era arrivata in finale venendo poi sconfitta per 4-0 dai TNT Tropang 5G, affrontando però in questa edizione i San Mig Super Coffee Mixers. Gli Elasto Painters però anche in questa edizione uscirono sconfitti, perdendo per 4-2 nella serie, dovendosi accontentare del secondo posto finale.
Nella PBA Commissioner's Cup 2015, la squadra scelse Rick Jackson come import temporaneo in attesa che Wayne Chism fosse liberato dall’Hapoel Gilboa Galil, squadra israeliana. Il 16 febbraio, Wayne Chism fu ufficialmente disponibile per giocare con il Rain or Shine e fissò il suo debutto per il 20 febbraio. La squadra concluse le eliminatorie al primo posto grazie al sistema del quoziente. Spazzarono via il Meralco Bolts nella semifinale al meglio delle tre gare, conquistando l’accesso alla finale contro i Talk 'N Text Tropang Texters. la serie si trascinò fino a gara sette, dove però il Rain or Shine uscirono sconfitti dopo un doppioovertime per 121-119.
Nel PBA Draft del 2015, il Rain or Shine scelse Maverick Ahanmisi con la terza scelta assoluta, Josan Nimes alla numero 12 e Don Trollano al secondo turno. Nel PBA Philippine Cup 2015-16, il Rain or Shine concluse al terzo posto in classifica e accedette ai playoff. Superò il Blackwater nella prima fase dei quarti di finale e poi eliminò il TNT nella seconda fase. Tuttavia, la corsa si fermò in semifinale, dove la squadra venne sconfitta dal San Miguel Beermen in sei partite.

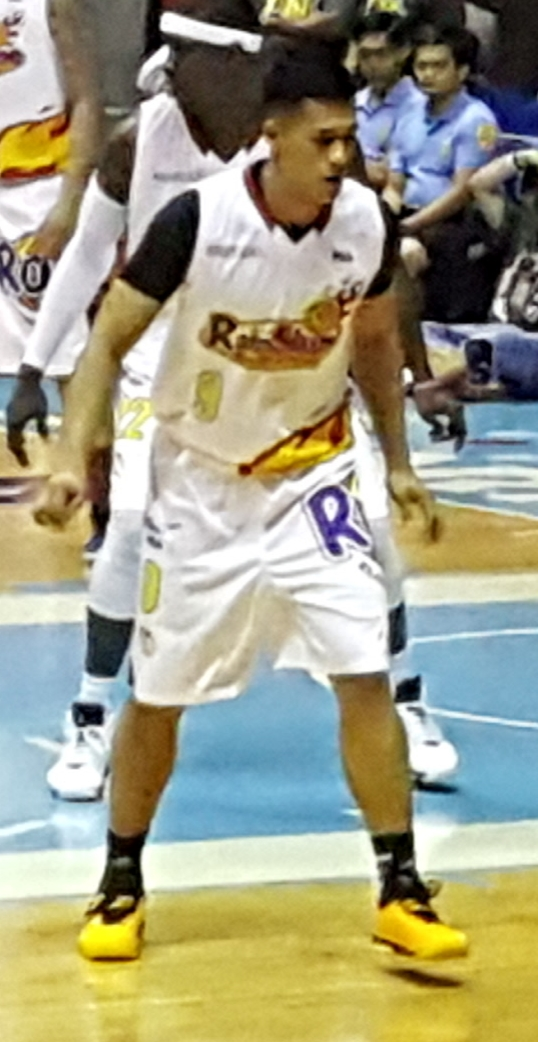
Jericho Cruz, giocatore dei Painters dal 2014 al 2018.

Nella PBA Commissioner's Cup 2016, firmarono nuovamente Wayne Chism come import per la terza volta. Tuttavia, durante la partita contro il Meralco Bolts del 17 febbraio, Chism si infortunò al bicipite femorale e divenne incerto il suo impiego per il resto della conference. La squadra decise quindi di sostituirlo con Antoine Wright, il quale però venne rimpiazzato da Mo Charlo l'8 marzo. In vista dei playoff, per rafforzare la presenza sotto canestro, la squadra scelse Pierre Henderson-Niles come nuovo import, un centro di 2,03 m noto per la sua fisicità e solidità difensiva.
Con Henderson-Niles a presidiare il pitturato, il Rain or Shine concluse la regular season al quinto posto, sconfisse il Barangay Ginebra Kings nei quarti di finale e successivamente vinse anche contro il San Miguel Beermen in quattro partite nella serie di semifinale al meglio delle cinque. In finale affrontarono l'Alaska Aces, questa fu la prima serie di finale a non coinvolgere alcuna squadra appartenente alla San Miguel Corporation o al MVP Group of Companies dalla All-Filipino Cup del 2000, quando gli Alaska Milkmen vinsero il titolo contro i Purefoods TJ Hotdogs. All'epoca, Purefoods era ancora di proprietà del gruppo Ayala Corporation, prima di essere acquisita successivamente dalla San Miguel. Ciò rese la finale del 2016 un evento particolarmente significativo nella storia della PBA, rompendo il lungo dominio delle due principali conglomerate nel basket professionistico filippino. Il Rain or Shine riuscì ad imporsi e, dopo la vittoria per 109-92 in gara 6, vinse la serie per 4-2, conquistando il secondo titolo nella storia della franchigia. Paul Lee venne nominato MVP delle finali .
Nel 2016, Yeng Guiao lasciò Rain or Shine per diventare allenatore dei NLEX Road Warriors, e fu sostituito da Caloy Garcia, che tornò a essere il capo allenatore. Durante questa stagione, il Rain or Shine effettuò scambi significativi, tra cui il trasferimento di Paul Lee al Star in cambio di James Yap.
Nel 2021, Chris Gavina fu nominato nuovo capo allenatore della squadra, sostituendo Caloy Garcia. Nel 2022 però Yeng Guiao tornò come allenatore principale. Durante la stagione 2023-24, il Rain or Shine è riuscito a raggiunse le semifinali del PBA Philippine Cup, ma venne sconfitta dai San Miguel Beermen.

## Denominazioni
- 1996-2001:  Welcoat House Paints
- 2001-2005:  Welcoat Paint Masters
- 2005-2006:  Rain or Shine Elasto Painters
- 2006-2008:  Welcoat Dragons
- 2008-presente:  Rain or Shine Elasto Painters

## Palmarès

### Titoli Nazionali
- PBA Commissioner's Cup: 1

2015-2016
- PBA Governors' Cup: 1

2011-2012
- PBL Challenge Cup: 3

1999, 1999-2000, 2002-2003
- PBL Chairman's Cup: 2

2000, 2001
- PBL Unity Cup: 1

2005

## Organico attuale
Organico per la stagione sportiva 2024-2025
| Roster Rain or Shine Elasto Painters 2024-2025. | Roster Rain or Shine Elasto Painters 2024-2025. |
| Giocatori                                       | Staff tecnico                                   |
| ----------------------------------------------- | ----------------------------------------------- |

| N. | Naz.                                               | Ruolo | Nome                     | Anno | Alt.   | Peso   |  |
| -- | -------------------------------------------------- | ----- | ------------------------ | ---- | ------ | ------ |  |
| 0  | Stati Uniti (bandiera) · Filippine (bandiera)      | AG    | Caelan Tiongson          | 1992 | 196 cm | 90 kg  |  |
| 1  | Filippine (bandiera)                               | PG    | Adrian Nocum             | 1999 | 183 cm | 76 kg  |  |
| 2  | Svezia (bandiera) · Filippine (bandiera)           | PG    | Felix Pangilinan-Lemetti | 1999 | 185 cm | 86 kg  |  |
| 3  | Filippine (bandiera)                               | G     | Gian Mamuyac             | 1999 | 188 cm | 75 kg  |  |
| 4  | Filippine (bandiera)                               | AP    | Mike Malonzo             | 1999 | 188 cm | 88 kg  |  |
| 5  | Stati Uniti (bandiera) · Filippine (bandiera)      | AG    | Gabe Norwood             | 1985 | 198 cm | 86 kg  |  |
| 7  | Filippine (bandiera)                               | AP    | Francis Escandor         | 1999 | 191 cm | 90 kg  |  |
| 8  | Filippine (bandiera)                               | PG    | Anton Asistio            | 1995 | 178 cm | 79 kg  |  |
| 9  | Stati Uniti (bandiera) · Costa d'Avorio (bandiera) | AG    | Deon Thompson            | 1988 | 204 cm | 111 kg |  |
| 10 | Filippine (bandiera)                               | AP    | Shaun Ildefonso          | 1997 | 188 cm | 90 kg  |  |
| 14 | Filippine (bandiera)                               | PG    | Andrei Caracut           | 1996 | 178 cm | 82 kg  |  |
| 16 | Filippine (bandiera)                               | AP    | Mark Borboran            | 1984 | 193 cm | 84 kg  |  |
| 21 | Stati Uniti (bandiera) · Filippine (bandiera)      | C     | Keith Datu               | 1996 | 203 cm | 100 kg |  |
| 22 | Filippine (bandiera)                               | AP    | Jhonard Clarito          | 1996 | 188 cm | 85 kg  |  |
| 24 | Stati Uniti (bandiera)                             | C     | Luis Villegas            | 1997 | 201 cm | 98 kg  |  |
| 25 | Filippine (bandiera)                               | AG    | Leonard Santillan        | 1996 | 193 cm | 95 kg  |  |
| 28 | Filippine (bandiera)                               | AG    | Beau Belga               | 1986 | 196 cm | 111 kg |  |
| 31 | Filippine (bandiera) · Stati Uniti (bandiera)      | AP    | Nick Demusis             | 1991 | 193 cm | 93 kg  |  |

| Allenatore |
| - Yeng Guiao |
| Assistente/i |
| - Caloy Garcia (1° Assistente) - Mike Buendia - Gabe Norwood (Giocatore/Assistente) - Ricky Umayam - Mamerto Mondragon (Team Manager) Legenda - (C) Capitano - Infortunato Roster |

## Allenatori
| Nome         | Periodo        | PBA Coach of the Year |
| ------------ | -------------- | --------------------- |
| Leo Austria  | 2006-2008      |                       |
| Caloy Garcia | 2008-2010      |                       |
| Yeng Guiao   | 2011-2016      | 2012                  |
| Caloy Garcia | 2016-2020      |                       |
| Chris Gavina | 2021-2022      |                       |
| Yeng Guiao   | 2022-in carica |                       |

## Giocatori Celebri

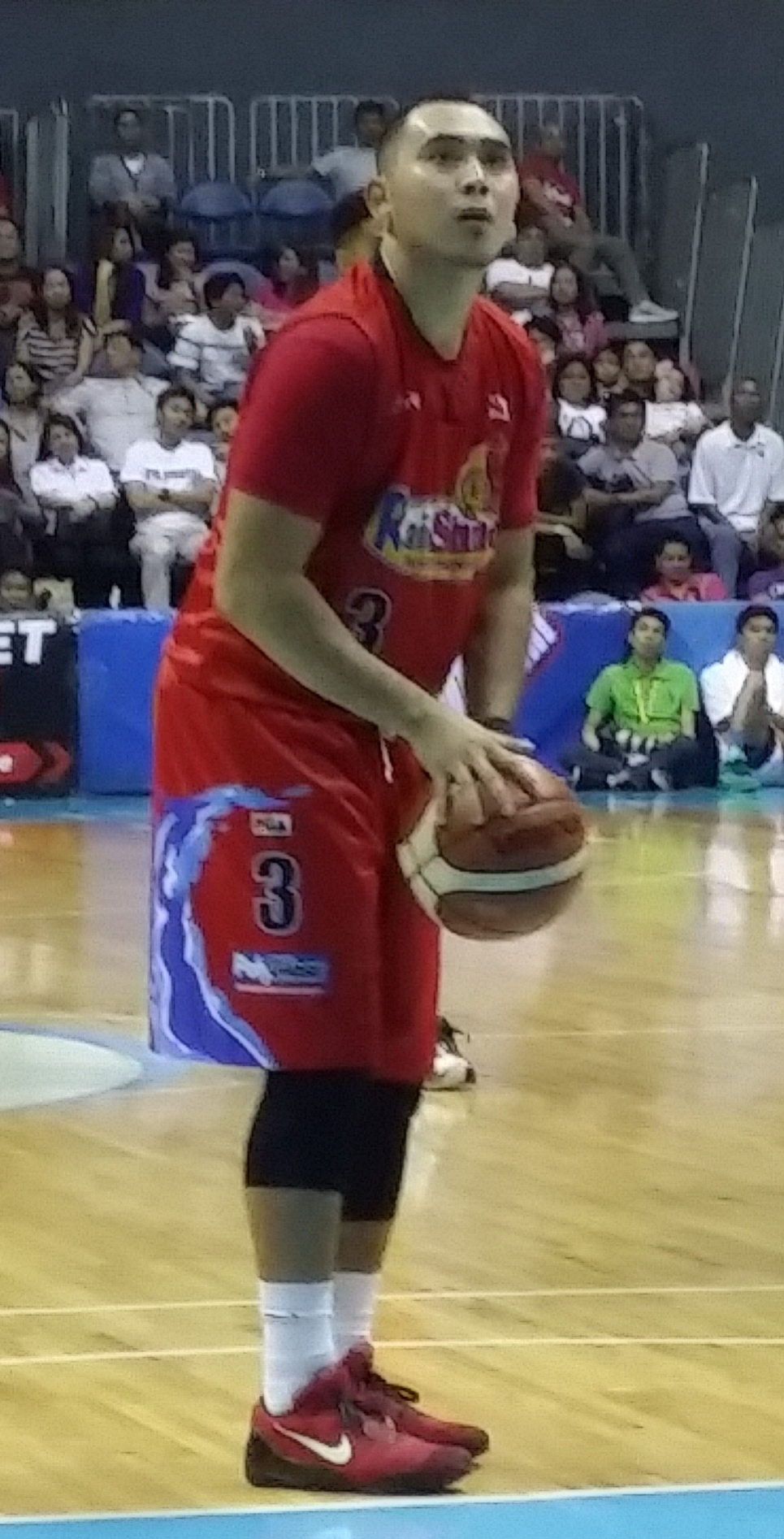
Paul Lee, protagonista dei due trionfi della squadra nel 2012 e 2016.

Locali
- Ryan Araña
- Junjun Cabatu
- Jeff Chan
- Jervy Cruz
- Paul Lee
- Jonathan Uyloan
- J.R. Quiñahan
- Jay-R Reyes
- Ty Tang
- J. R. Quiñahan
- Chris Tiu
- Beau Belga
- Jireh Ibañes
- Shaun Ildefonso
- Mark Isip
- Chito Jaime
- RJ Jazul
- Prince Rivero
- Billy Ray Robles
- Larry Rodriguez
- Kris Rosales
- Ronnie Matias
- Joey Mente
- Solomon Mercado
- Javee Mocon
- Gian Mamuyac
- Jewel Ponferada

Import
- Arizona Reid
- Wayne Chism
- Jamelle Cornley
- Deon Thompson
- Rick Jackson
- Antoine Wright
- Mo Charlo
- Pierre Henderson-Niles
- Luis Villegas
- Keith Datu
- Leonard Santillan

## Premi individuali
| Finals MVP | PBA Rookie of the Year Award                                                                                              |
| --- | --- |
| - Jeff Chan (2012 Governors') - Paul Lee (2016 Commissioner's)                                                   | - Gabe Norwood (2008-09) - Paul Lee (2011-12)                                                                             |
| PBA All-Defensive Team                                                                                           | PBA Mythical First Team                                                                                                   |
| - Jireh Ibañes (2011-12, 2013-14) - Gabe Norwood (2009-10, 2012-13, 2013-14, 2014-15, 2015-16, 2016-17, 2017-18) | - Paul Lee (2014-15) |
| PBA Mythical Second Team                                                                                         | PBA Most Improved Player                                                                                                  |
| - Gabe Norwood (2008-09) - Jay-R Reyes (2008-09) - Jeff Chan (2011-12) - Paul Lee (2011-12, 2013-14)             | - Jeff Chan (2011-12) - Jericho Cruz (2015-16) - Jhonard Clarito (2023-24)                                                |
| PBA Sportsmanship Award                                                                                          | PBA Best Import |
| - Gabe Norwood (2016-17, 2017-18, 2019)                                                                          | - Arizona Reid (2011 Governors', 2014 Governors') - Jamelle Cornley (2012 Governors') - Wayne Chism (2015 Commissioner's) |

### Premi PBA Press Corps
| Executive of the Year                                          | Baby Dalupan Coach of the Year                  | Defensive Player of the Year |
| -------------------------------------------------------------- | ----------------------------------------------- | --- |
| - Terry Que (2011-12, 2015-16) - Raymond Yu (2011-12, 2015-16) | - Yeng Guiao (2011-12)                          | - Gabe Norwood (2009-10) - Jireh Ibañes (2011-12) |
| Bogs Adornado Comeback Player of the Year                      | Mr. Quality Minutes                             | All-Rookie Team |
| - Paul Lee (2015-16)                                           | - Jervy Cruz (2012-13) - Jericho Cruz (2015-16) | - Jireh Ibañes (2006-07) - Jay-R Reyes (2006-07) - Joe Devance (2007-08) - Sol Mercado (2008-09) - Gabe Norwood (2008-09) - Jervy Cruz (2009-10) - Paul Lee (2011-12) - Chris Tiu (2012-13) - Raymond Almazan (2013-14) - Jericho Cruz (2014-15) - Maverick Ahanmisi (2015-16) - Javee Mocon (2019) - Leonard Santillan (2021) - Adrian Nocum (2023-24) |